# 1927 na música

## Eventos
- 8 de Fevereiro - Fundada a Rádio Gaúcha de Porto Alegre.

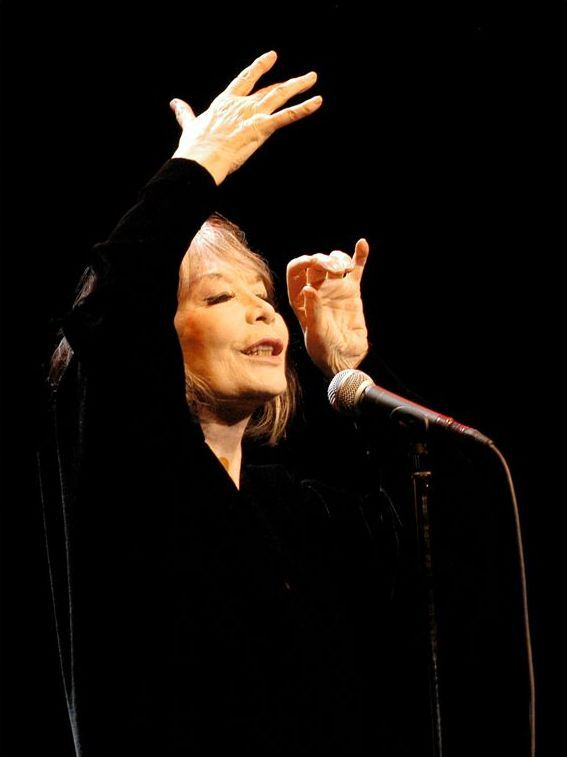
Juliette Gréco.

## Nascimentos
| Data            | Nome                               | Profissão                             | Nacionalidade      | Observações | Ref |
| --------------- | ---------------------------------- | ------------------------------------- | ------------------ | ----------- | --- |
| 3 de janeiro    | George Martin                      | produtor musical                      | Inglaterra         | m. 2016     |     |
| 25 de Janeiro   | Antônio Carlos Jobim               | músico                                | Brasil             | m. 1994     |     |
| 28 de Janeiro   | Lúcio Ciribelli Alves, Lúcio Alves | cantor e compositor de música popular | Brasil             | m. 1993     |     |
| 7 de Fevereiro  | Juliette Gréco                     | cantora e atriz                       | França             | m. 2020     |     |
| 23 de Fevereiro | Bezerra da Silva                   | sambista                              | Brasil             | m. 2005     |     |
| 27 de Março     | Mstislav Rostropovich              | violoncelista e maestro               | Rússia             | m. 2007     |     |
| 25 de Dezembro  | Ram Narayan                        | músico                                | Reino Unido(Índia) |             |     |
| ?               | Joe Hunter                         | pianista                              | Estados Unidos     | m. 2007     |     |

## Mortes
| Data | Nome | Profissão | Nacionalidade | Observações | Ref |
| ---- | ---- | --------- | ------------- | ----------- | --- |